# Regelbaar voedingsapparaat

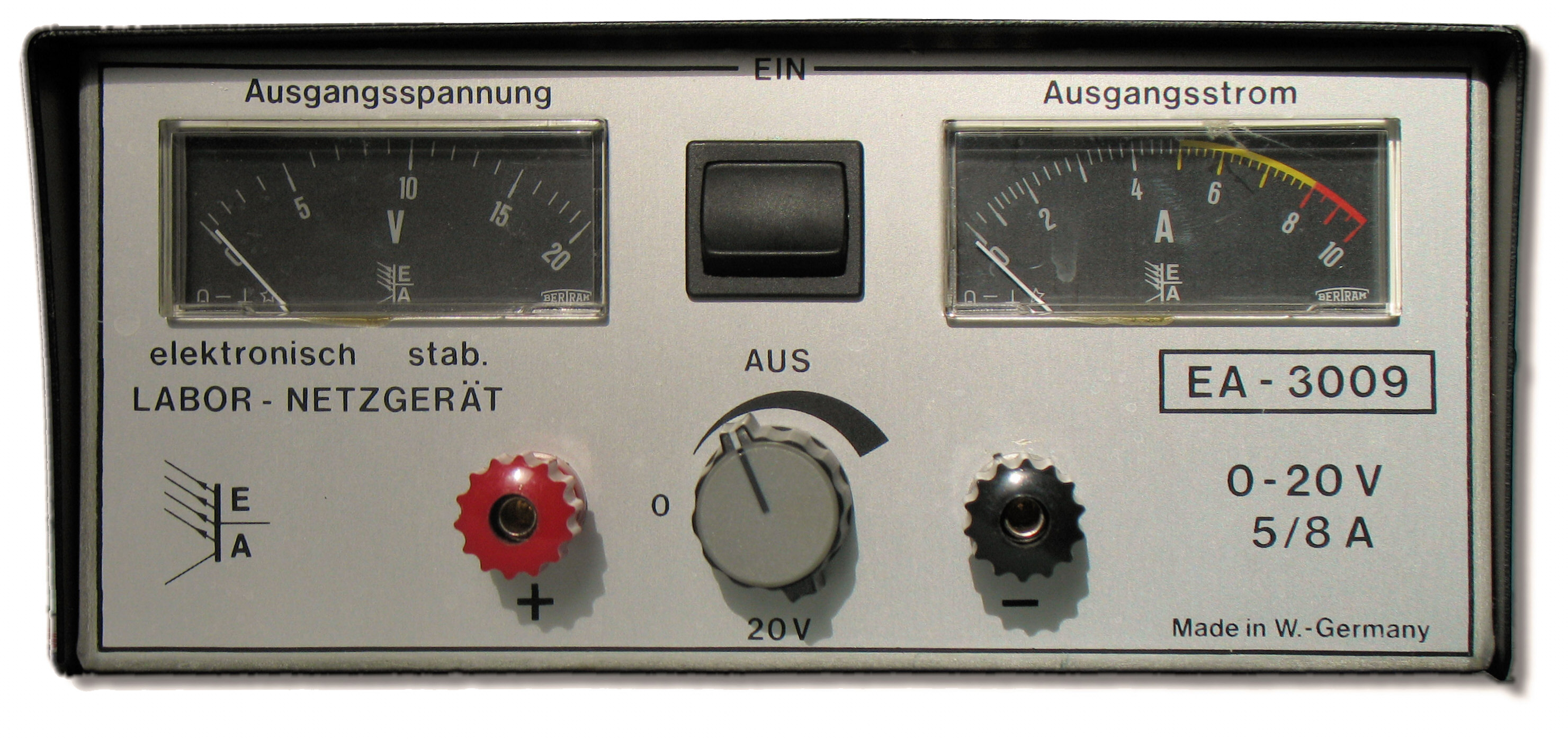
Eenvoudig regelbaar voedingsapparaat

Een regelbaar voedingsapparaat, ook bekend als laboratoriumvoeding, is een apparaat met een universele, gestabiliseerde gelijkstroomvoeding waarvan de uitgangsspanning regelbaar is. Het wordt ingezet in de elektronicaontwikkeling bij het testen en debuggen van elektronische schakelingen. Ook wordt het gebruikt door servicetechnici en bij de scholing van vakpersoneel.
Regelbare voedingsapparaten zijn verkrijgbaar in een breed scala aan uitvoeringen voor verschillende spanningsbereiken en verschillende vermogensniveaus. De uitgang is over het algemeen beveiligd tegen overbelasting en kortsluiting. Vaak heeft een regelbaar voedingsapparaat ook een instelbare stroombegrenzing. 
Regelbare voedingsapparaten hebben een analoge of digitale voltmeter en stroommeter voor het weergeven van de uitgangsspanning en -stroom. De spanning en de stoombegrenzing worden meestal ingesteld met een potentiometer. De aansluitklemmen zijn over het algemeen bedoeld voor het aansluiten van geleiders waarvan de isolatielaag is verwijderd en voor banaanstekkers. 
Regelbare voedingen zijn in de regel niet ontworpen als schakelende voeding, maar als lineaire voeding met een nettransformator, gelijkrichter, afvlakcondensator en een spanningsregelaar. De uitgangsspanning wordt door de spanningsregelaar constant gehouden.

## Instelbare stroombegrenzing
Wanneer een instelbare stroombegrenzing aanwezig is en de ingestelde maximale stroom wordt bereikt, schakelt het voedingsapparaat over van een constante spanningsbron naar een constante stroombron. De uitgangsspanning is dan lager dan de ingestelde spanning en kan zelfs nul zijn als de aansluitklemmen worden kortgesloten.
De hiernaast getoonde grafiek geeft inzicht in het gedrag van een regelbare voeding. De twee dikke lijnen tonen de verstelbare spanning en de verstelbare stroombegrenzing (de karakteristiek van de voeding). De twee dunne lijnen laten twee ohmse belastingen van de voeding zien (de karakteristiek van de elektrische belasting). De snijpunten geven de bedrijfstoestand van het voedingsapparaat aan.
Bij de hoogohmige belasting (steilere, dunne lijn) is de stroombegrenzing niet actief, dat wil zeggen
de ingestelde spanning komt overeen met de uitgangsspanning. Bij de laagogmige belasting (vlakkere, dunne lijn) is de stroombegrenzing actief en is de uitgangsspanning lager dan de ingestelde spanning.

## Sense
De spanningsregelaar van een regelbare voeding houdt de spanning op de aansluitklemmen constant. Bij een hoge belasting kan er echter een spanningsverlies optreden in de stekkercontacten en aansluitingen. Om dit spanningsverlies te compenseren, heeft een regelbare voeding vaak extra meetaansluitingen (sense). Deze meetaansluitingen zijn gewoonlijk verbonden met de aansluitklemmen. Als de meetaansluitingen echter verbonden worden met de belasting, handhaaft de spanningsregelaar een constante spanning op de belasting in plaats van op de aansluitklemmen.